# ぴんぽんず
ぴんぽんずは、日本のお笑いコンビ。1990年頃結成。
所属事務所は、アンクルエフ → CLEAR-UPと変遷。2008年9月いっぱいでぴんぽんずとしての活動を休止、同時に所属事務所を辞めて同年10月からはフリー。

## メンバー
- 松崎 直哉（まつざき なおや：1971年4月28日-）ボケ担当。東京都出身。

赤P-MAN、外苑警備隊のKIDらとともにヒップホップグループ『狂舞詩』のメンバーでもあり、『熱唱オンエアバトル』（NHK総合）にも出場している。
活動休止後、『ヲタルm(_ _)m』に改名しピン芸人として活動。
- 川本 俊一（かわもと しゅんいち：1971年6月25日-）ツッコミ担当。東京都出身。

2008年10月からは、主にピン芸人『ぴんぽんず「最高」川本』として活動。

## 出演

### 現在
ライブ
- 西口プロレスライブ（川本のみリングアナとして参加）※ぴんぽんず「最高」川本名義

### 過去の出演番組
- GAHAHA王国
- 志村けんのバカ殿様（家来として出演）
- 東京熱帯生バトル祭 お笑い部門（優勝）
- ジャングルTV タモリの法則
- ブレイクもの!（「世紀末!お笑いスターオークション」5周勝ち抜きチャンピオン。本ネタにも出演。）
- ドラマコントスペシャル「ブラぴ笑店」（ブラック・ボックスとの合同コント深夜特番。）
- お昼ですよ!ふれあいホール（NHK、2005年8月10日）
- 人類滅亡と13のコント集